# Kusari-gama

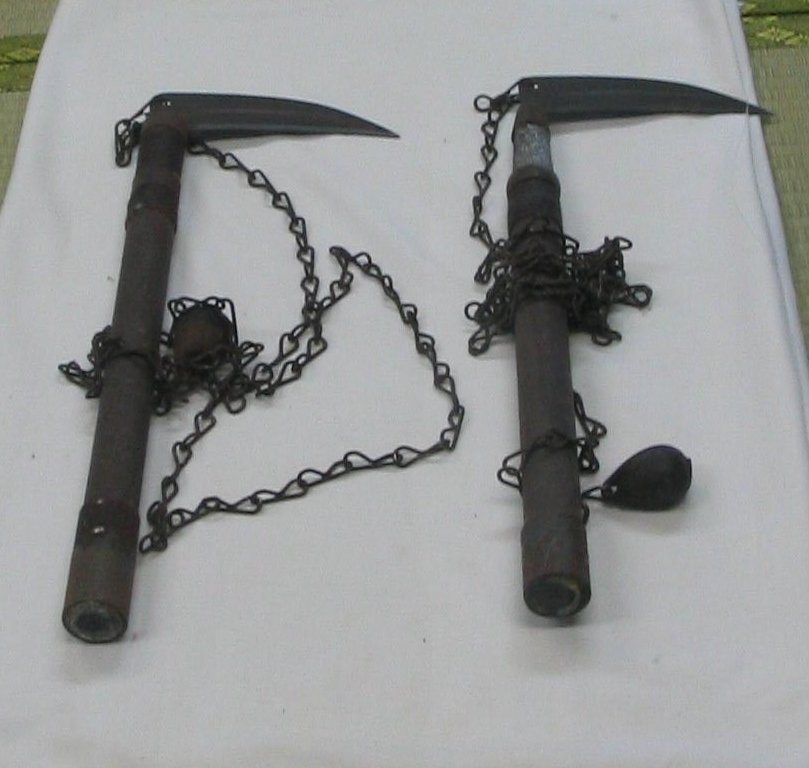
Kusari-gama

Kusari-gama (japanska: 鎖鎌) är en typ av vapen med japanskt ursprung. Vapnet ser ut som en lieformad hacka med en tillhörande kedja och en tyngd placerad längst ut på kedjan. Ursprunget är troligtvis en sammanfogning av kama och kusari-fundo. Vapnet används oftast med kaman i ena handen och kedjan i andra.